# سيرميوم
سيرميوم هي مدينة رومانية قديمة كانت تقع في بانونيا في شمال غرب صربيا اليوم. كانت واحدة من أهم مدن الامبراطورية في البلقان. في حوالي سنة 400 ميلادية. سكنها الكلتيين والايليريين. احتلها الرومان في القرن الأول قبل الميلاد وجعلوها عاصمة لمقاطعة بانونيا السفلى. حسب ما ذكره المؤرخين القدامى أن تعدادها وصل إلى 100 ألف. لكن المؤرخ كولين مكفيدي ذكر أنه خلال ملاحظة مساحتها فتعدادها لم يتجاوز 7000. وصفها المؤرخ الروماني أميانوس مارسيليانوس بالمدينة المجيدة وأم المدن. وذكر أنها كانت تنتج طعام يكفي لحوالي 700 ألف شخص. تعرضت في القرن الرابع والخامس الميلاديين إلى هجمات القوط و الهون و الغبيديون، وفي عصر جستينيان احتلها البيزنطيين وبقيت حتى تم تدميرها من قبائل الآفار في سنة 567.